# Бранка Мемедовић
Бранка Мемедовић (Соколац, 29. април 1950) српска је пјесникиња. Поезију је до сада објављивала у новинама и литерарним часописима.

## Биографија
Бранка /Цицовић/ Мемедовић рођена је 29. априла 1950. године у Сокоцу. Пише поезију коју је до сада објављивала у новинама и литерарним часописима. Живјела је и радила у Сарајеву до почетка грађанског рата 1992. године, а потом избјегла на Пале, гдје је и припремила грађу за књигу „Искре мудрости”.

## Мојсије Ђерковић оИскрама мудрости(одломак)
Рукопис „Искре мудрости” Бранке Мемедовић је збирка афоризама различитих по форми и садржају. На 229 страница куцаних машином без прореда, нелекторисаног, подијељен на три дијела.
Први је предговор, други афоризми и трећи дио је индекс аутора цитираних мисли у овом рукопису. Примјењен је манир редослиједа по латиничној абецеди, ијекавског изговора, како исказаних сентенција, тако и њихових аутора. Мисли су распоређене у 96 наслова од антитезе до живота. Наслови су дати у једној ријечи, као што су биједа, богатство; преко младости, морала, до успјеха и хвалисања. Индекс аутора исказан је према почетном слову презимена на 14 густо куцаних страница. Уз презиме дато је и име, година рођења и година смрти, као и кратак садржај стеченог звања аутора, те припадност нацији. Укупно је 574 познатих и неколико десетина непознатих аутора. У овој импозантан списак нису (разумљиво) уврштени и ствараоци народних пословица многих нација свијета исказаних кроз проток другог времена.
Извор афоризама вршен је по снази и богатству поруке коју у себи садржи, а не по националној, расној, вјерској или регионалној припадности њихових аутора. У овој збирци наћи ће се мисли књижевника, пјесника, филозофа, војсковођа, свештеника, професора, до истраживача, путника, глумаца, политичара, новинара. Дакле, свих занимања, звања, степена образовања кроз три- четири миленија. Ауторка збирке или антологије се безразложно клонила да цитира мисли диктатора, ратних злочинаца, освајача кроз минуле вијекове. Било би корисно да се неко лати сакупљања и таквих искрица мисли које су разгарале ватре у масама људи.